# Epiphile electra
Epiphile electra är en fjärilsart som beskrevs av Otto Staudinger 1886. Epiphile electra ingår i släktet Epiphile och familjen praktfjärilar. Inga underarter finns listade i Catalogue of Life.